# Salpiglossideae
Salpiglossideae é uma tribo pertencente à família das solanáceas que agrupa apenas dois géneros.

## Géneros
A tribo Salpiglossideae integra os seguintes géneros:
- Tribo Salpiglossideae (Benth.) Hunz., 2 géneros e 6 espécies endémicas da Argentina e Chile:
  - Reyesia Gay (1840), com 4 espécies, distribuídas na Argentina e Chile;
  - Salpiglossis Ruiz & Pav. (1794), com duas espécies originárias da região austral da América do Sul.